# X González
Pour les articles homonymes, voir González.
X González, née Emma González le 11 novembre 1999, est une personnalité américaine militant pour le contrôle des armes à feu.
En février 2018, alors en dernière année de lycée, González échappe à la fusillade de Parkland, qui a eu lieu au lycée Marjory Stoneman Douglas en Floride. González devient ensuite une figure de la jeunesse engagée contre la prolifération des armes à feu aux États-Unis.

## Discours de Fort Lauderdale

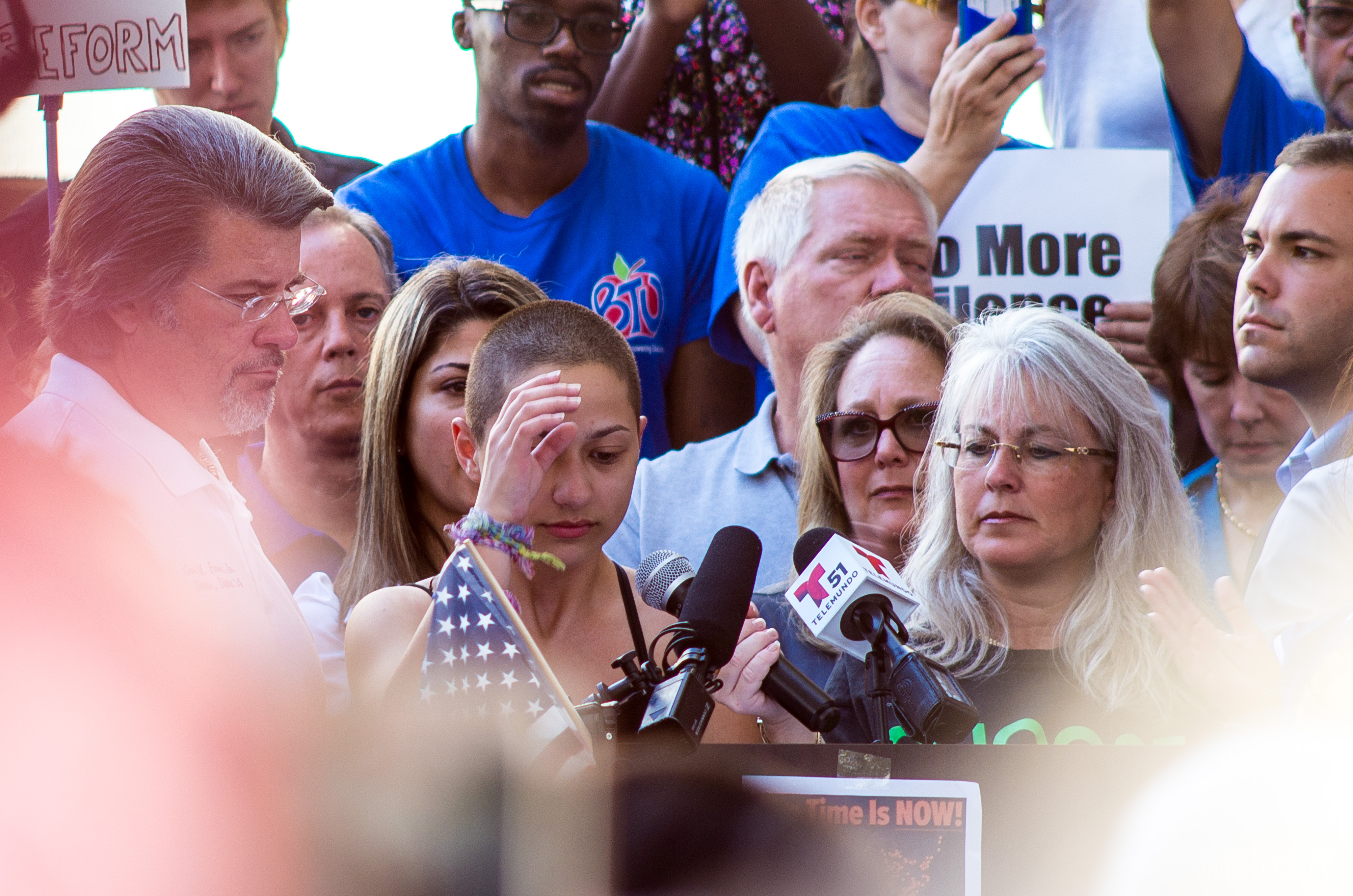
Rassemblement à Fort Lauderdale en faveur d'un renforcement de la législation sur les armes à feu, le 17 février 2018, trois jours après la tuerie.

González devient rapidement le visage des lycéens bouleversés par cette tuerie et partisans de lois strictes sur les armes à feu aux États-Unis. Le 17 février 2018, González prononce un discours à Fort Lauderdale, en Floride, sur l'impact de la fusillade au Lycée Parkland et sur ce que cela signifiait pour la sécurité publique des États-Unis dans son ensemble. Tout au long du discours, González critique les actions de la National Rifle Association of America et les « pensées et prières » du président Trump, affirmant que « la santé mentale n'est qu'une petite partie du problème ». Son discours passionné devient viral à travers les médias d'information nationaux et internationaux,,.
À la suite de la fusillade, González fait partie du groupe d'étudiants fondateurs du groupe Never Again MSD pour militer en faveur du contrôle des armes à feu. González devient une célébrité nationale quand le discours prononcé lors d'un rassemblement contre la violence par armes à feu devient viral. González obtient 370 000 followers sur Twitter en quelques jours, qui dépassent ensuite le million quinze jours après la tuerie, ce chiffre dépassant celui du compte Twitter de la porte-parole de la NRA, Dana Loesch. Il faut dire que le discours a bénéficié d'un important buzz médiatique car il a été relayé par nombre de personnalités alors que les États-Unis prenaient connaissance avec atermoiement des détails d'une nouvelle itération de fusillades violentes en milieu scolaire. Cette prise de parole arrivait également à point pour une nation traumatisée dans laquelle des familles, démunies par la récurrence des situations, se demandaient s'il fallait toujours envoyer leurs enfants en classe.
L'intensité et la ferveur de son discours retransmis en direct sur la chaîne de télévision américaine CNN l'a distinguée des autres intervenants qui ont pris la parole ce jour-là, devant le Broward County Federal Courthouse, le week-end suivant la fusillade. González pointe du doigt les failles béantes de la sécurité collective dans la société civile américaine et élabore quelles en sont les causes ; alors que le reste du monde ne connait pas un problème d'une telle acuité. Dès le commencement, l'auditoire réagit immédiatement à la citation de la devise portée au frontispice de l'école Stoneman Douglas : « be the change that you wish to see in the world » (« Soyez le changement que vous voulez voir éclore dans le monde »)[source insuffisante]. González cite ensuite intégralement, pour s'y opposer, les arguments développés dans un tweet par le président des États-Unis de l'époque. Le texte du discours se termine par la répétition à sept reprises d'un gimmick fédérateur pour la lutte à venir : « We call B.S. » (« B.S. » pour « bullshit », et donc « nous appelons ça des conneries »).
González ouvre un compte Twitter le lendemain, consacré à la cause des étudiants de Marjorie Stoneman Douglas High School. González devient vite emblématique de la révolte des étudiants et jeunes adultes, que The New York Times qualifie de « Mass Shooting Generation ».
González reste indissociable d'un groupe d'une vingtaine de militants du même âge[réf. souhaitée], qui déclenchent l'organisation d'une marche sur Washington le 24 mars 2018, nommée March for our lives (jeu de mots entre marche et mars en anglais).

## Discours pendant la Marche pour nos vies
Le 24 mars 2018 à Washington D.C., lors de la Marche pour nos vies, González prononce un discours comprenant quatre minutes de complet silence parmi les six minutes et vingt secondes de son temps d'intervention : le temps qu'a duré la fusillade de Parkland. Regardant la foule droit dans les yeux, conclut par : « Battez-vous pour vos vies avant que ce ne soit le boulot de quelqu'un d'autre ! ».

## Vie privée
González s'identifie comme non binaire et annonce en 2018 sa bisexualité. En mai 2021, González annonce adopter un nouveau prénom, « X », pour se dissocier de son prénom antérieur.